# 衣摺加美北駅
衣摺加美北駅（きずりかみきたえき）は、大阪府東大阪市衣摺6丁目にある、西日本旅客鉄道（JR西日本）おおさか東線の駅である。駅番号はJR-F13。住所は東大阪市に位置するが、乗車券の取り扱いは大阪市内に含む。

## 概要
2018年のダイヤ改正でJR京都線のJR総持寺駅と同時に開業した比較的新しい駅。
東大阪市衣摺と大阪市平野区加美北にまたがっており、2019年にはJRの旅客営業規則における「大阪市内」の駅に編入された。

## 歴史
おおさか東線の計画段階より、JR長瀬駅 - 新加美駅間の営業キロは2.7kmと比較的長いため、東大阪市が大阪市との市境付近に新駅設置を要望していた。同線開業後の2011年3月31日に、JR西日本、大阪府、大阪市、東大阪市等で新駅を設置することで合意したことが発表され、2018年3月17日に当駅が開業した。

### 年表
- 2008年（平成20年）3月15日：おおさか東線の放出駅 - 久宝寺駅間が部分開業。この時点では既に新駅設置の準備はされていた。
- 2011年（平成23年）3月31日：JR西日本、大阪府、大阪市、東大阪市等で新駅設置の合意が発表。
- 2013年（平成25年）
  - 4月19日：新駅設置について近畿運輸局長に認可申請[8]。
  - 7月：新駅設置について近畿運輸局長認可[9]。
- 2015年（平成27年）9月：駅建設工事が開始される[10]。建設時の仮駅名は「衣摺駅」であった[11][12]。
- 2016年（平成28年）8月5日：JR西日本が新駅の概要を発表[13]。
- 2017年（平成29年）9月26日：JR西日本が正式駅名を「衣摺加美北駅」に決定。駅名は、駅舎が東大阪市の「衣摺」地区と大阪市平野区の「加美北」地区に跨ることに由来している[1]。
- 2018年（平成30年）3月17日：おおさか東線のJR長瀬駅 - 新加美駅間に新設開業[14][15][16]。開業時から駅ナンバリングを導入。
- 2019年（平成31年）3月16日：おおさか東線全線開業に伴い、大阪市内の駅に編入[4]。

## 駅構造
相対式2面2線の高架駅で、8両編成対応。各ホームにエレベーターを1基、エスカレーターは各ホーム2基ずつの計4基が設置されている。
駅西側には東大阪市が、災害発生時に避難場所・緊急活動拠点として活用できる駅前交通広場を整備している。
放出駅が管理するJR西日本交通サービスによる業務委託駅であり、一部時間帯は無人となる。そのため改札機・券売機・精算機付近にはインターホンがあり、無人時間帯はコールセンターのオペレーターが対応し各種機器を遠隔制御している。他のおおさか東線の中間駅と同様、開業時からみどりの窓口は設置されておらず、みどりの券売機が設置されている。おおさか東線の途中駅にはステーションカラーが導入されており、当駅のステーションカラーは水色である。
駅のデザインコンセプトは「モノづくりが紡ぐ歴史とまち」としている。改札内に多目的トイレ併設の手洗いがある。

### のりば
| のりば | 路線         | 行先                   |
| ------ | ------------ | ---------------------- |
| 1      | おおさか東線 | 放出・新大阪・大阪方面 |
| 2      | おおさか東線 | 久宝寺方面             |

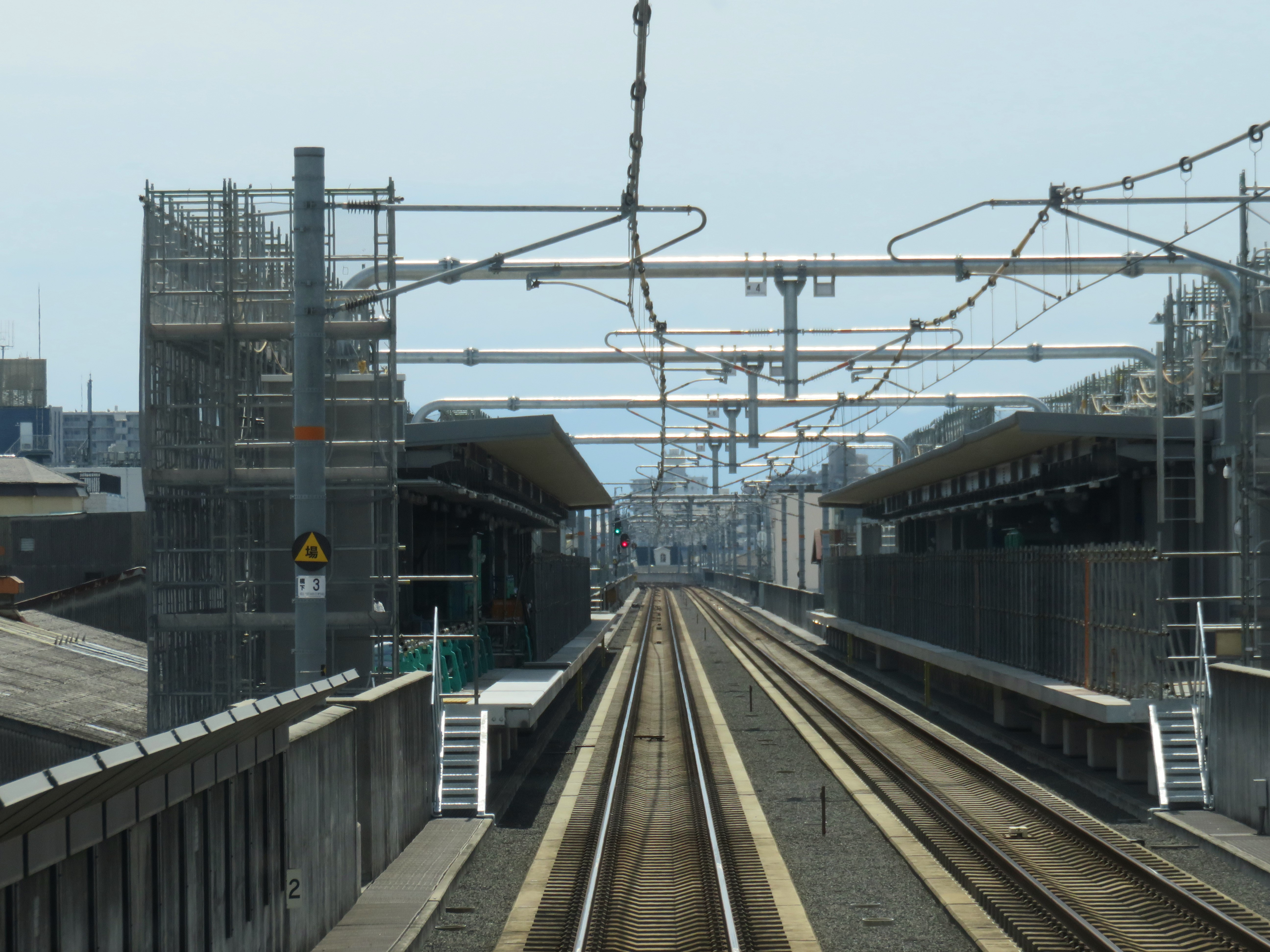
建設中のホーム（2017年10月）

### 配線図
|                       | ↑ おおさか東線 放出方面                                         |                     |
| ← 関西本線 JR難波方面 | 久宝寺駅 - 平野駅間および久宝寺駅 - 衣摺加美北駅間 構内配線略図 | → 関西本線 加茂方面 |
| 凡例 出典:            |                                                                 |                     |

## 利用状況
2023年（令和5年）度の1日平均乗車人員は3,000人である。
開業後の1日平均乗車人員は以下の通りである。以前は、おおさか東線で最も少なかったが、2021年に新加美駅を上回った。
| 年度               | 1日平均 乗車人員 | 出典    |
| ------------------ | ---------------- | ------- |
| 2018年（平成30年） | 1,531            | [ * 1 ] |
| 2019年（令和元年） | 2,146            | [ * 2 ] |
| 2020年（令和02年） | 2,034            | [ * 3 ] |
| 2021年（令和03年） | 2,355            | [ * 4 ] |
| 2022年（令和04年） | 2,649            | [ * 5 ] |
| 2023年（令和05年） | 3,000            | [ * 6 ] |

## 駅周辺
- 大阪市平野下水処理場
- 大阪信用金庫加美支店
- 大阪市設加美霊園・加美長沢公園
- コーナン平野加美北店
- 大阪市立加美北小学校
- 東大阪市立長瀬中学校
- 東大阪市立長瀬南小学校
- 東大阪市立大蓮小学校
- 東大阪市立長瀬西小学校
- 東大阪市立柏田中学校
- 久宝寺緑地

### バス路線
衣摺加美北駅ロータリー
- オンデマンドバス平野Aエリア（大阪シティバス・Osaka Metro共同の社会実験、電話・アプリでの予約が必要）[21]

加美北五丁目停留所（駅西約400メートル）
- 大阪シティバス
  - 30号系統（北行）：あべの橋
  - 30号系統（南行）：平野区役所

## その他
- おおさか東線が不通の際、振替輸送の近隣駅として、大阪メトロ千日前線の南巽駅や近鉄大阪線の弥刀駅が案内される場合がある。但し、いずれの駅も徒歩で25分前後かかる。
- 千日前線には南巽駅から近鉄大阪線の弥刀駅方面までの延伸計画が存在する。計画では途中でおおさか東線と交差する際、この駅の近隣（平野区加美北側）を通るルートとなっているが、徒歩圏内に駅をつくるかどうかは未定である。

## 隣の駅
西日本旅客鉄道（JR西日本）
 おおさか東線
■直通快速
通過
■普通
JR長瀬駅 (JR-F12) - 衣摺加美北駅 (JR-F13)  - （正覚寺信号場） - 新加美駅 (JR-F14)

### 記事本文

### 利用状況
1. ↑  大阪府統計年鑑 - 大阪府
2. ↑  東大阪市統計書 - 東大阪市

大阪府統計年鑑
1. ↑  大阪府統計年鑑（令和元年） (PDF)
2. ↑  大阪府統計年鑑（令和2年） (PDF)
3. ↑  大阪府統計年鑑（令和3年） (PDF)
4. ↑  大阪府統計年鑑（令和4年） (PDF)
5. ↑  大阪府統計年鑑（令和5年） (PDF)
6. ↑  大阪府統計年鑑（令和6年） (PDF)